# Peerkankaranai
Peerkankaranai é uma panchayat (vila) no distrito de Kancheepuram, no estado indiano de Tamil Nadu.

## Demografia
Segundo o censo de 2001,  Peerkankaranai  tinha uma população de 17,521 habitantes. Os indivíduos do sexo masculino constituem 50% da população e os do sexo feminino 50%. Peerkankaranai tem uma taxa de literacia de 82%, superior à média nacional de 59.5%: a literacia no sexo masculino é de 86% e no sexo feminino é de 79%. Em Peerkankaranai, 10% da população está abaixo dos 6 anos de idade.